# 水泥街道 (葫芦岛市)
水泥街道是中国辽宁省葫芦岛市连山区下辖的一个街道。

## 行政区划
水泥街道下辖隆化社区、怀宇社区、泰顺社区、泰平社区、新台社区。